# Aitana López
Aitana López   (Barcelona, 12 de novembre de 1998) és una creadora de contingut digital i personatge de ficció dissenyat per The Clueless, una agència de publicitat catalana d'intel·ligència artificial.
López va penjar la seva primera fotografia el 7 de juliol de 2023 al seu perfil d'Instagram, on ja els cinc primers mesos va acumular 237.000 seguidors. S'hi presenta com a videojugadora i amant del fitnes, acostuma a posar amb biquini o llenceria, i afirma arribar a guanyar 12.000 euros al mes amb marques comercials que li paguen per a promocionar productes.